# Braterstwo (serial telewizyjny)
Braterstwo (ang. Brotherhood, 2006–2008) – amerykański serial kryminalny nadawany przez stację Showtime od 9 lipca 2006 roku do 21 grudnia 2008 roku. W Polsce emitowany od grudnia 2007 roku na kanale Universal Channel oraz od 18 grudnia 2010 roku na kanale 13th Street Universal.

## Fabuła
Bracia Michael (Jason Isaacs) i Tommy Caffee (Jason Clarke) od lat nie utrzymują ze sobą kontaktów. Nic w tym dziwnego. Michael jest członkiem irlandzkiej mafii, Tommy to szanowany polityk. Pozornie dzieli ich wszystko, jednak w rzeczywistości pragną tego samego – przejąć władzę w mieście. Poznamy ich brudne intrygi, by przekonać się jak wiele wspólnego ma polityka i świat ciemnych interesów.

## Obsada
- Jason Isaacs jako Michael Caffee
- Jason Clarke jako Tommy Caffee
- Annabeth Gish jako Eileen Caffee
- Kevin Chapman jako Freddie Cork
- Fionnula Flanagan jako Rose Caffee
- Fiona Erickson jako Mary Rose Caffee
- Madison Garland jako Lila Caffee
- Kailey Gilbert jako Noni Caffee
- Ethan Embry jako Declan Giggs
- Brian F. O’Byrne jako Colin Carr